# Патрис де Ла Тур дю Пен
Патрис де Ла Тур дю Пен (фр. Patrice de La Tour du Pin; 16 березня 1911, Париж — 28 жовтня 1975, Париж) — французький поет.

## Біографія
Народився в аристократичній родині. Батько загинув у битві на Марні під час Першої світової війни. Виховувався в католицькому дусі. Навчався в ліцеї Жансон-де-Саї, а потім у Вільній школі політичних наук. Відомість поета прийшла до Патриса де Ла Тур дю Пен зі збіркою «Пошук радості» (фр. La Quête de joie), опублікованої за власний кошт 1933 року. Під час Другої світової війни зазнав поранення й три роки перебував у німецькому полоні. У полоні продовжував писати вірші. Повернувшись з полону, одружився з Анною де Берні Кальв'єр. Після війни жив спокійним життям в провінційному Ле-Біньон з дружиною Анною та чотирма доньками. Працював над великою поетичною збіркою «Сума поезії», що посмертно була опублікована в трьох томах.

## Творчість
Поезія Патриса де Ла Тур дю Пен зазнала сильного впливу релігії, вона має в собі багато містичних елементів. Тексти витримані в класичних формах та розмірах. Головні теми: пошук кохання, намагання проникнути в таємниці природи, історії та метафізики. Головна збірка «Сума поезії» є химерним конгломератом його духовних та емоційних переживань.

## Твори
- D'un aventurier. Poème, éditions de Mirages, Tunis. 1934.
- Psaumes, Paris, Gallimard, 1938, ISBN 2070237605
- La Quête de joie, Paris, Gallimard, 1939, ISBN 2070237613
- Une somme de poésie, Paris, Gallimard, 1946, ISBN 2070237621.
- La Contemplation errante, Paris, Gallimard, 1948, ISBN 207023763X
- L'Enfer, avec des lithographies d’Élie Grekoff, Paris, Éditions de Cluny, 1949
- Le Second Jeu (Une somme de poésie, II), Paris, Gallimard, 1959, ISBN 2070237656
- Petit théâtre crépusculaire (Une somme de poésie, III) Paris, Gallimard, 1963, ISBN 2070237664
- Petite somme de poésie, Paris, Gallimard, 1967, ISBN 2070301583
- Une lutte pour la vie, Paris, Gallimard, 1970, ISBN 2070271498, Grand prix catholique de littérature 1971
- Psaumes de tous mes temps, Paris, Gallimard, 1974, ISBN 2070288072
- Une somme de poésie, Paris, Gallimard, 1981 :
  - Tome I : Le Jeu de l'homme en lui-même, ISBN 2070250385
  - Tome II : Le Jeu de l'homme devant les autres, 1982, ISBN 2070223205
  - Tome III : Le Jeu de l'homme devant Dieu, 1983, ISBN 2070259773